# Okay (Oklahoma)
Okay é uma cidade  localizada no estado norte-americano de Oklahoma, no Condado de Wagoner.

## Demografia
Segundo o censo norte-americano de 2000, a sua população era de 597 habitantes.
Em 2006, foi estimada uma população de 595, um decréscimo de 2 (-0.3%).

## Geografia
De acordo com o United States Census Bureau tem uma área de
2,1 km², dos quais 2,1 km² cobertos por terra e 0,0 km² cobertos por água.

## Localidades na vizinhança
O diagrama seguinte representa as localidades num raio de 20 km ao redor de Okay.